# Раде Мијатовић (политичар)
Раде Мијатовић (Соколац ? — Казани 1943) био је оснивач општине Соколац и први њен предсједник у трајању од око 20 година за вријеме аустругарске владавине, почев од 1893. године.

## Биографија
Раде Мијатовић, био је оснивач општине Соколац и њен први предсједник у трајању од око 20 година за вријеме аустругарске владавине. Са супругом Љубицом, рођеном Ковачевић имао је четири сина и три кћерке.
Синови су били: Милан рођен 1891. године - погинуо 1943. године, Перо рођен 1893. године - погинуо 1943. године, Владо рођен 1903. године- умро 1991. године и Душан рођен 1910. године, а погинуо 1944. године.
Раде (Јова) Мијатовић погинуо је 17. октобра 1943. године, када су убијена и његова два сина (Милан и Перо) и два унука Рајко, рођен 1925. године (Миланов син) и шестомјесечна беба (Душанов син). Убијени су у Казанима недалеко од породичне куће од стране усташа Кабаша из Новосеоца.
Радов син, Перо Мијатовић био је предсједник општине Соколац у периоду 1938-1942. година, и на тој функцији га је и рат затекао.
Радов син, Душан Мијатовић погинуо је на Романији 1944. године као четнички командант.